# 雲仙市立南串第一小学校
雲仙市立南串第一小学校（うんぜんしりつ みなみぐしだいいちしょうがっこう）は、長崎県雲仙市南串山町甲にある公立小学校。略称は「一小」（いちしょう）。

## 概要
歴史
1874年（明治7年）に開校した「第五大学区第三中学区荒牧小学校」を前身とする。2024年（令和6年）に創立150周年を迎えた。
教育目標
「地域に学び、たくましく生きる創造性豊かな子どもの育成」
校章
創立100周年を迎えた1974年（昭和49年）に校歌とともに制定された。中央に校名の「小」の文字を置いている。
校歌
創立100周年を迎えた1974年（昭和49年）に校章とともに制定された。作詞は馬場賀臣、作曲は原次郎による。歌詞は3番まであり、各番に校名の「南串山第一校」が登場する。
校区
雲仙市南串山町の「鬼池、白頭、板引、門山、樫峰、加例川、内原、上大良、妙見、椎木川、新山」。
中学校区は雲仙市立南串中学校。

## 沿革
- 1874年（明治7年）
  - 3月2日 - 旧庄屋跡[2]に「第五大学区第三中学区[3]（四番）荒牧小学校[4]」が開校。初代校長には旧庄屋の馬場立造が就任。
  - 7月8日 - 長崎県によって正式に認可される[4]。
- 1877年（明治10年）6月4日 - 学区改正[5]により、「第五大学区第二中学区[6]荒牧小学校」に改称。
- 1878年（明治11年）12月24日 - 郡制の施行に伴い学区が改正され、「南高来郡小浜部[7]荒牧小学校」となる。
- 1881年（明治14年）2月 - 同村内の田ノ平小学校を統合し、田ノ平分校とする。
- 1883年（明治16年）12月 - 「公立下等荒牧小学校」に改称。
- 1886年（明治19年）6月 - 「公立中等荒牧小学校」に改称。
- 1887年（明治20年）7月 - 前年の小学校令の公布により、尋常科（修業年限4年）を設置し、「尋常串山小学校」に改称。
  - 田ノ平分校が分離し、簡易田ノ平小学校（修業年限3年）として独立。
- 1889年（明治22年）4月1日 - 町村制の施行により、南串山村立の小学校となる。
- 1893年（明治26年）1月24日 - 小学校令の改正により、「南串山尋常小学校」に改称（「尋常」の位置が変わり、「南」が付される）。
- 1896年（明治29年）7月24日 - 暴風雨で校舎が倒壊し、竹下栄治宅を仮校舎とする。
- 1899年（明治32年）9月1日 - 山下中渡に校舎が完成。
- 1908年（明治41年）4月 - 小学校令の改正により、義務教育期間が尋常科4年から尋常科6年に延長されたため、尋常科5年を新設。
- 1909年（明治42年）4月 - 尋常科6年を新設。教室不足で民家を借用して分教場を開設。
- 1911年（明治44年）4月 - 高等科（修業年限2年）を併置し、「南串山尋常高等小学校」に改称。
- 1912年（明治45年）6月30日 - 現在地に校舎が完成。
- 1919年（大正8年）- 県内体操優秀校となる。記念に絵葉書が制作される。
- 1920年（大正9年）5月1日  - 南串山図書館が校内に設置される。
- 1923年（大正12年）9月 - 馬場立造（初代校長）の頌徳碑が建立される。
- 1927年（昭和2年）9月25日[8] - 「南串山第一尋常高等小学校」に改称[9]。
- 1932年（昭和7年）11月27日 - 校舎西側4教室が完成。
- 1941年（昭和16年）4月1日 - 国民学校令により、「南串山第一国民学校」に改称。尋常科を初等科に改める（尋常科6年・高等科2年）。
- 1947年（昭和22年）4月1日 - 学制改革（六・三制の実施）が行われる。
  - 旧・南串山第一国民学校の初等科が改組され、「南串山村立第一小学校」（修業年限6年）となる。
  - 旧・南串山第一国民学校の高等科は、第二国民学校の高等科および青年学校の普通科と改組され、新制中学校「南串山村立南串中学校」（修業年限3年）となる。
- 1953年（昭和28年）11月8日 - 同窓会により田中貞喜（第3代校長[10]）頌徳碑が建立される。
- 1954年（昭和29年）10月5日 - 東側校舎4教室が完成。
- 1956年（昭和31年）5月17日 - 甲5080番地に諏訪の池分校を設置。
- 1960年（昭和35年）9月10日 - 諏訪の池分校の運動場を整備。
- 1963年（昭和38年）6月30日 - 給食室が完成。
- 1965年（昭和40年）4月1日 - 特殊学級を開設。
- 1968年（昭和43年）3月2日 - 新校舎（10教室）が完成。
- 1969年（昭和44年）4月1日 - 南串山町の発足により、「南串山町立第一小学校」に改称。
- 1974年（昭和49年）3月2日 - 創立100周年記念式典を挙行。校旗と校歌を制定。
- 1979年（昭和54年）9月1日 - 特別教室6教室が完成。
- 1980年（昭和55年）3月19日 - 卒業式の模様がNBC（長崎放送）のテレビ放送（おはよう700）で全国に中継される。
- 1994年（平成6年）3月15日 - プールが完成。
- 1996年（平成8年）8月30日 - 運動場を改修。
- 1997年（平成9年）3月21日 - 特別教室棟が完成。
- 2000年（平成12年）
  - 1月14日 - 運動場に鉄棒と滑り台を設置。
  - 4月1日 - 諏訪の池分校を休校。

- 2004年（平成16年）
  - 9月3日 - ナイター施設が完成。
  - 9月9日 - ほたるの里が完成。

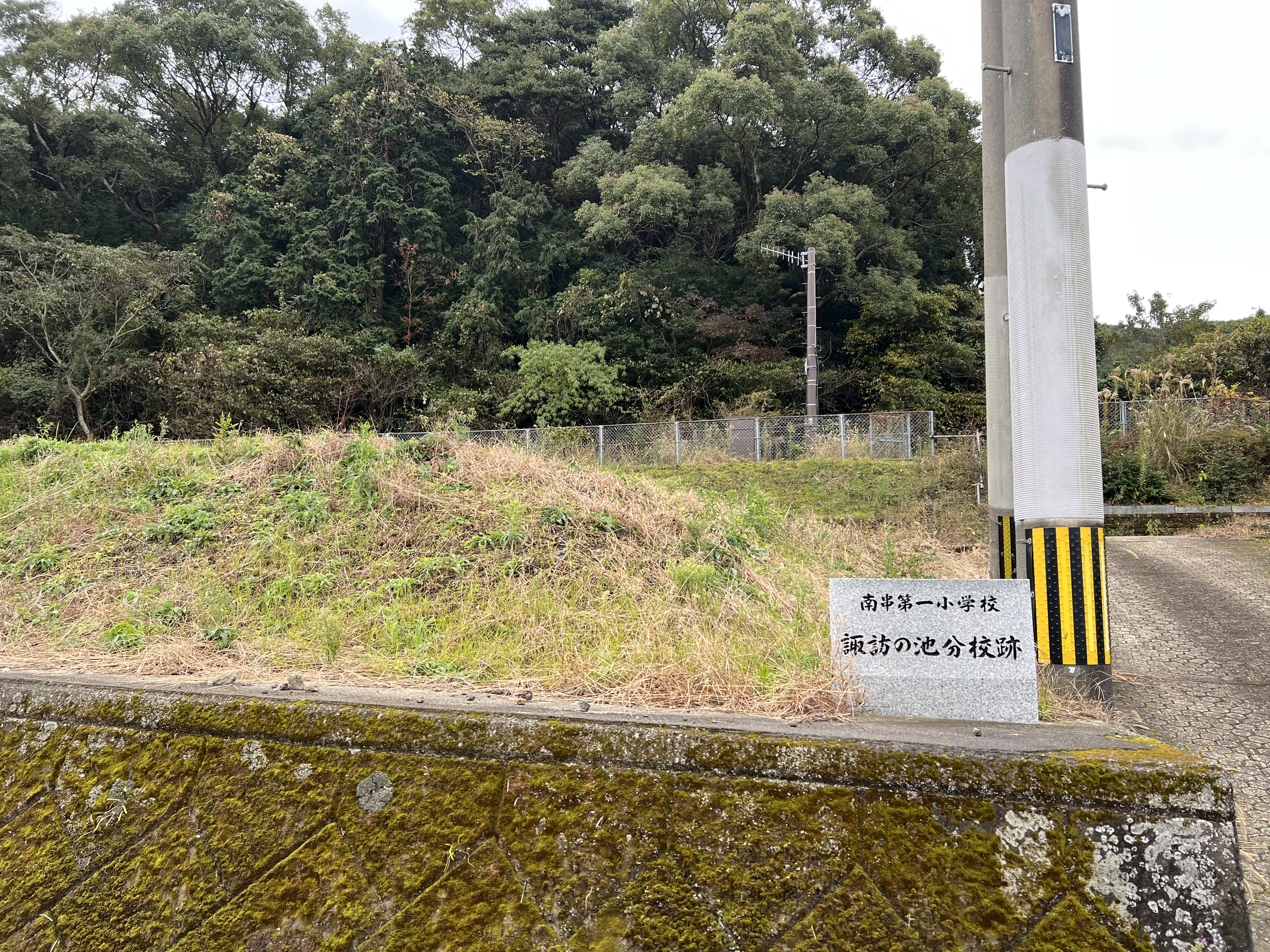
旧・諏訪の池分校跡

- 2005年（平成17年）10月11日 - 雲仙市の発足により、「雲仙市立南串第一小学校」（現校名）に改称。
- 2012年（平成24年）3月31日 - 諏訪の池分校（最終所在地 : 雲仙市南串山町甲5087番11号,北緯32度40分36.4秒 東経130度11分29.1秒）を廃止。

## 交通アクセス
最寄りの県道
- 長崎県道223号荒牧尾登線

## 周辺
- 串山保育園
- 雲仙市歴史資料館南串山展示館